# Juchitlán
Juchitlán là một đô thị thuộc bang Jalisco, México. Năm 2005, dân số của đô thị này là 5282 người.